# Église Saint-Hélier de Rennes
L’église Saint-Hélier est un édifice religieux situé à Rennes, en Ille-et-Vilaine.

## Localisation
L'église est située au 131 de la rue du même nom et dans le quartier quartier Thabor - Saint-Hélier - Alphonse Guérin, au sud-est du centre-ville.

## Architecture
L'édifice a un plan en croix latine. Le bas-côté sud et le clocher de style néo-gothique datent de 1929 et sont dus à l'architecte diocésain Arthur Regnault,.

## Histoire

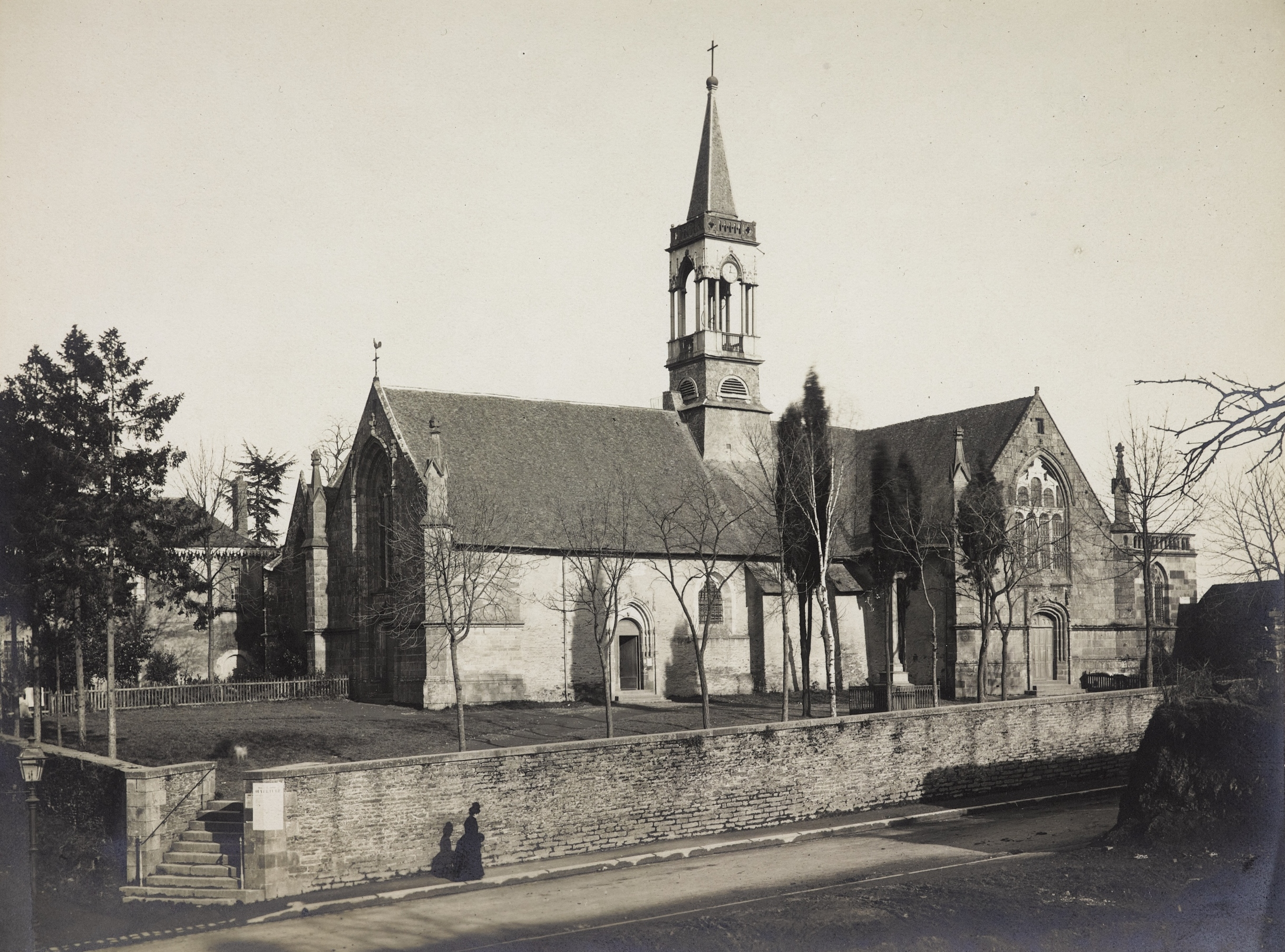
Vue sur l'église Saint-Hélier et son ancien clocher, prise en 1887.

L'historien breton Adolphe Orain conte l'histoire de la paroisse et de l’église Saint-Hélier depuis le XIe siècle ; celle-ci relevait de la baronnie de Vitré puis de la vicomté de Rennes qui s'en est détachée au début du XVIIe siècle.

L'édifice actuel remonte aux XVe et XVIe siècles et a été remanié plusieurs fois, principalement en 1929 par l'architecte diocésain Arthur Regnault alors en fin de carrière.

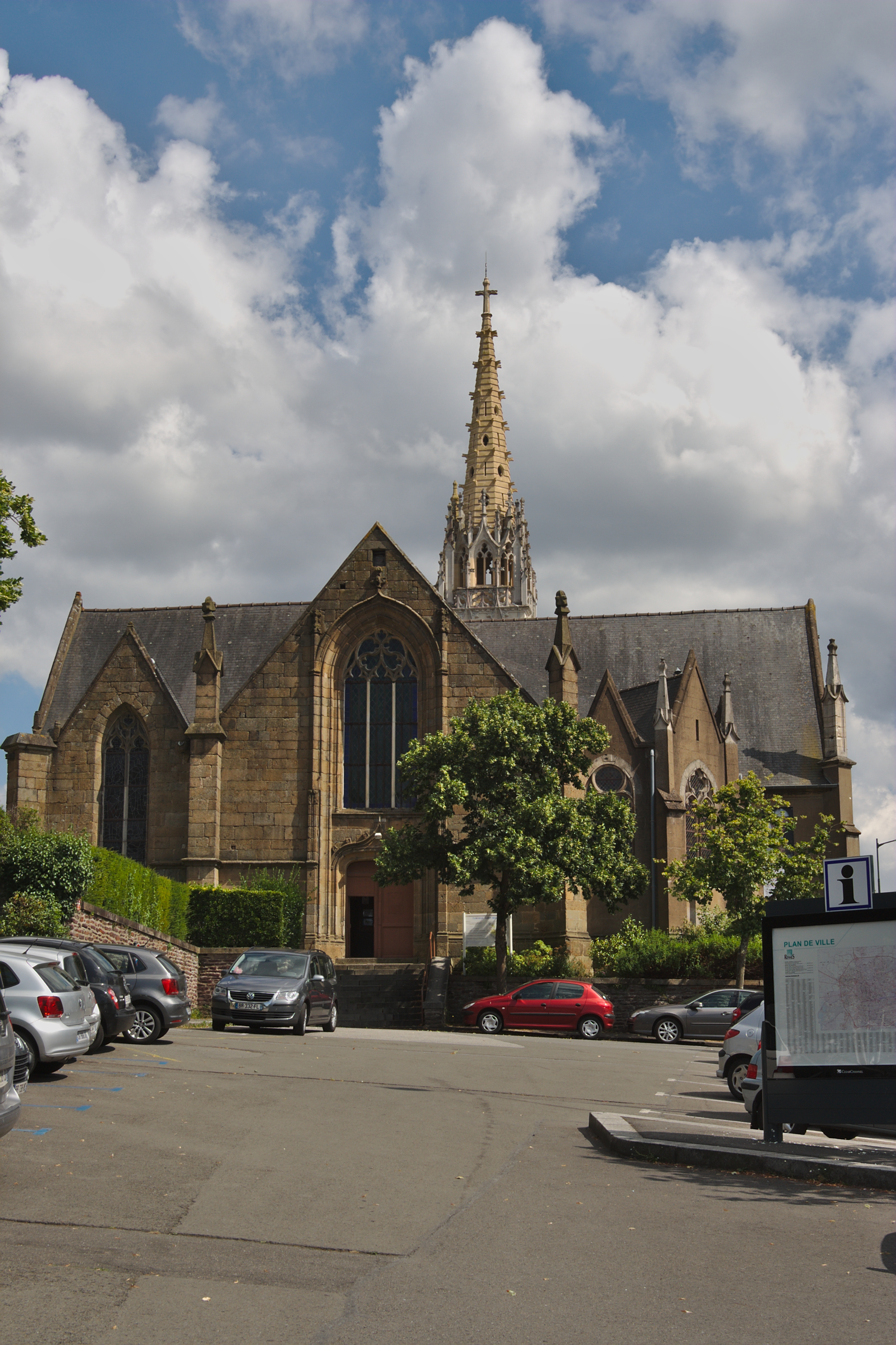
Façade nord-ouest.
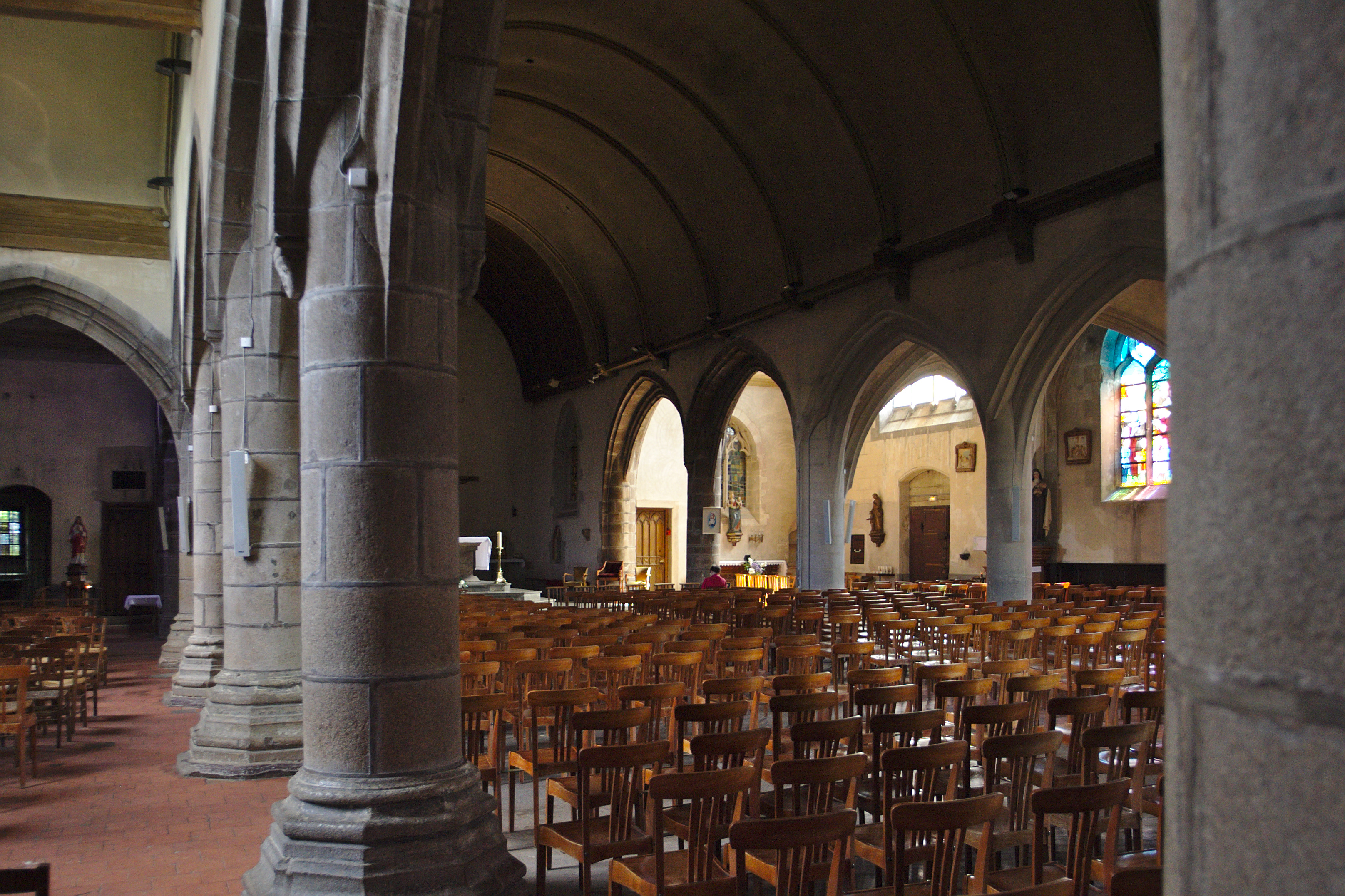
Nef.
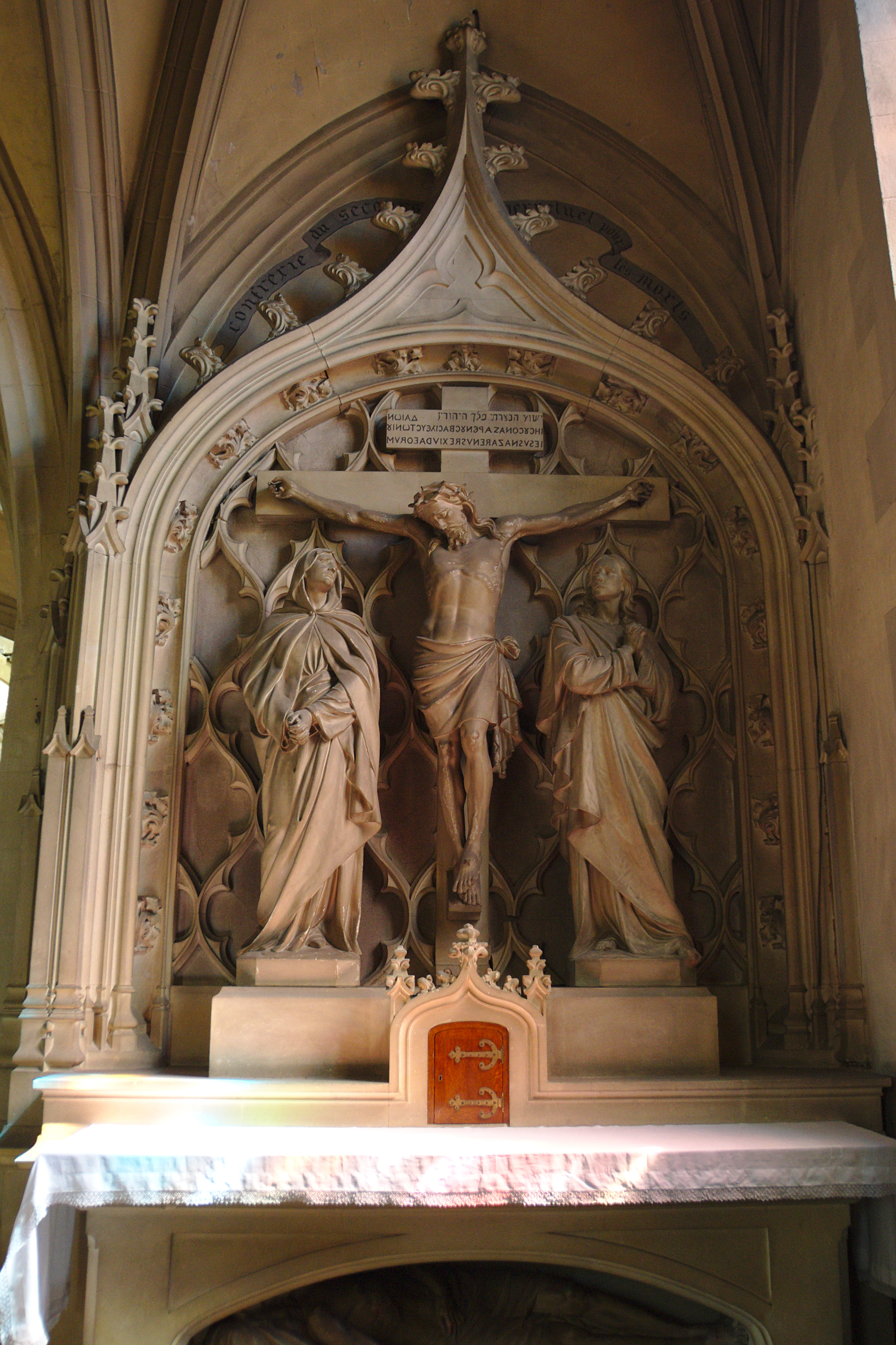
Autel du bas-côté sud.

### Sources
- Adolphe Orain, Au Pays de Rennes, Rennes, Hyacinthe Caillière, 1892 (lire sur Wikisource)